# North Potomac
North Potomac è una città degli Stati Uniti d'America, nella contea di Montgomery, in Maryland.